# Гигантска хлебарка
Гигантските хлебарки (Blaberus giganteus) са вид насекоми от семейство Гигантски хлебарки (Blaberidae).
Таксонът е описан за пръв път от Карл Линей през 1758 година.